# Hochreichhart
Der Hochreichhart (auch Hochreichart) ist ein 2416 m ü. A. hoher Berg in der Obersteiermark. Er liegt nördlich von Gaal und ist der zweithöchste Berg in den Seckauer Tauern.
Wanderwege führen auf den Berg sowohl vom Norden (Hochreichart-Schutzhaus) als auch vom Südwesten aus dem Ingeringgraben.
Aus dem Ingeringgraben beginnt der Weg rund 2 km vor dem Ingeringsee. Von dort aus kann man entweder über das Brandstättertörl oder über den Schmähhausrücken auf den Hochreichhart gehen. Die letzten 400 Höhenmeter vom Brandstättertörl erfordern Trittsicherheit und Schwindelfreiheit. Der Anstieg vom Nordwesten über den Hirschkarlgrat erfordert Kletterei im I. u. II. Schwierigkeitsgrad.